# Mohamed Salmeen
Mohamed Ahmed Yusuf Salmeen (Al Muharraq, 4 novembre 1980) è un ex calciatore bahreinita, di ruolo centrocampista.

## Carriera

### Club
Comincia a giocare in patria, all'Al-Muharraq. Nel 2002 passa all'Al Hala. Nel 2004 torna all'Al-Muharraq. Nel 2005 si trasferisce in Qatar, all'Al-Arabi. Nel 2007 torna in patria, all'Al-Muharraq. Nel 2009 si trasferisce negli Emirati Arabi Uniti, all'Al Dhafra. Nel 2010 torna in patria, all'Al-Muharraq.

### Nazionale
Ha debuttato in Nazionale nel 2000. Ha partecipato, con la Nazionale, alla Coppa d'Asia 2004 e alla Coppa d'Asia 2007. Ha collezionato in totale, con la maglia della Nazionale, 116 presenze e 9 reti, risultando fra i calciatori con più presenze con la maglia della Nazionale bahreinita.